# Adalbert Matthaei
Adalbert Matthaei (ur. 4 lipca 1859 w Heide-Gersdorf, zm. 21 stycznia 1924 w Sopocie) – niemiecki historyk sztuki i budownictwa.

## Życiorys
Absolwent wydziałów architektury i historii sztuki uniwersytetów w Marburgu, Halle i Gießen. Od 1893 profesor zwyczajny historii sztuki na Uniwersytecie Kilońskim.
Od 1904 prof. zwycz. historii budownictwa i historii sztuki na Politechnice Gdańskiej, a w latach 1909–1912 rektor uczelni.
W 1921 przewodniczący parlamentu Wolnego Miasta Gdańska.